# Privatnost
Privatnost (енгл. privacy; шп. privacidad; od latinske reči privatus), privatna sfera ili privatni život (фр. vie privée) je izraz kojim se označava pravni, odnosno društveni koncept prema kome svaki pojedinac može određene aktivnosti, te uz njih vezane predmete, mišljenje ili osećaje „zadržati za sebe”, odnosno ne dopustiti da za njih doznaju drugi pojedinci, organizacije, delovi društva ili javnost. Šta se smatra delom privatne sfere se bitno razlikuje među različitim kulturama. Privatnost isto tako može da poprimi formu telesnog integriteta.
Privatnost se u svom današnjem uobičajenom smislu vezuje prvenstveno koncept razvijen na Zapadu u poslednjih nekoliko vekova, a u mnogim kulturama je sve donedavno bio potpuno nepoznat. Sama reč „privatnost” se ponekad od strane pojedinih lingvista naziva neprevodivom, a mnogi jezici nemaju vlastite reči za privatnost. Umesto toga se za opis izraza koriste složeni izrazi (kao što ruski kombinuje уединение - usamljenost, секретность - tajnovitost i частная жизнь - privatni život) ili jendostavno posuđuje engleski izraz privacy (indonežanski privasi ili italijanski la privacy).

## Vrste privatnosti
- fizička privatnost (skrivanje intimnih delova tela ili određenih intimnih radnji od drugih osoba; skrivanje sadržaja vlastitih predmeta, stana ili vozila od drugih osoba)
- informacijska privatnost, odnosno privatnost podataka vezanih uz zdravstveno stanje, financijsko stanje, političku aktivnost, boravište ili porodično stanje nekog pojedinca; uz to je blizak pojam privatnosti na Internetu.[11][12][13]

## Definisanje i koncepti privatnosti
Privatnost se prosto definiše kao sloboda od neovlašćenog upada, uznemiravanja i mogućnost da se posebno lične stvari zadrže za sebe.
U članku sa pregledom zakona iz 1960. godine, Vilijam Proser (William Prosser) je izneo četiri široke kategorije običajnog prava koje su u osnovi delikata narušavanja privatnosti:
1. Upad u nečiju osamu,
2. Otkrivanje privatnih podataka,
3. Objavljivanje informacija koje neopravdano predstavljaju u lažnom svetlu, i
4. Prisvajanje tuđeg identiteta ili imena.

Upad u nečiju osamuPodrazumeva vrednost posedovanja sopstvenog privatnog prostora i ogradu od onih koji bi želeli da ga naruše. Prisluškivanje i uhođenje su dva primera aktivnosti koje se smatraju upadom u nečiju privatnost.
Otkrivanje privatnih podatakaPodrazumeva da objavljivanje određenih privatnih činjenica može naneti štetu pojedincu. Na primer, otkrivanje nečijeg zdravstvenog statusa, finansijskih evidencija, lične prepiske i drugih vrsta osetljivih ličnih podataka može prouzrokovati štetu ako se objavi.
Objavljivanje informacija koje neopravdano predstavljaju u lažnom svetluSlično kleveti, ali može biti suptilnije.
Prisvajanje tuđeg identiteta ili imenaPodrazumeva korišćenje identiteta ili imena drugog pojedinca u neovlašćene svrhe. Recimo lažno predstavljanje pod tuđim imenom; objavljivanje vlastitih stavova korišćenjem imena drugog pojedinca koji se s njima možda i ne slaže, odnosno ni u kom slučaju nije odobrio da se njegovo ime koristi.

## Istorija
Privatnost ima istorijske korene u drevnim grčkim filozofskim raspravama. Najpoznatija od njih bila je Aristotelova razlika između dve sfere života: javne sfere polisa, povezane sa političkim životom, i privatne sfere oikosa, povezane sa domaćim životom. U Sjedinjenim Državama, sistematičnije rasprave o privatnosti pojavile su se tek 1890-ih, sa razvojem zakona o privatnosti u Americi.

### Tehnologija
Kako je tehnologija napredovala, način na koji je privatnost zaštićena i narušena se promenio sa njom. U slučaju nekih tehnologija, kao što su štampa ili Internet, povećana mogućnost razmene informacija može dovesti do novih načina kojima se može narušiti privatnost. Postoje generalna saglasnost da je prva publikacija koja se zalaže za privatnost u Sjedinjenim Državama bila članak Semjuela Vorena i Luisa Brendisa iz 1890, „Pravo na privatnost“, i da je napisan uglavnom kao odgovor na povećanje broja novina i fotografija omogućenih štamparskom tehnologijom.
Godine 1948, objavljena je knjihga 1984 koju je napisao Džordž Orvel. Kao klasični distopijski roman, 1984. opisuje život Vinstona Smita 1984. godine koji se nalazi u Okeaniji, totalitarnoj državi. Partija koja kontroliše sve, partija na vlasti koju predvodi Veliki brat, u stanju je da kontroliše vlast putem masovnog nadzora i ograničene slobode govora i misli. Džordž Orvel daje komentar o negativnim efektima totalitarizma, posebno na privatnost i cenzuru. Povučene su paralele između 1984. i moderne cenzure i privatnosti, pri čemu je uočljiv primer da su velike kompanije društvenih medija, a ne vlada, u stanju da nadgledaju podatke korisnika i odlučuju šta je dozvoljeno da se kaže na mreži kroz njihove politike cenzure, na kraju za monetarne svrhe.

## Literatura
- Solove, Daniel J. (2008). Understanding Privacy. Cambridge, Massachusetts: Harvard University Press. ISBN 978-0674027725.
- Amitai Etzioni, 2000, The Limits of Privacy, New York: Basic Books.
- Thomas Allmer, A Critical Contribution to Theoretical Foundations of Privacy Studies, "Journal of Information, Communication & Ethics in Society", Vol. 9, 2, pp. 83–101.
- Ruth Gavison, "Privacy and the Limits of the Law," in Michael J. Gorr and Sterling Harwood, eds., Crime and Punishment: Philosophic Explorations (Belmont, CA: Wadsworth Publishing Co., 2000, formerly Jones and Bartlett Publishers, 1996), paperback, 552 pages, pp. 46–68.
- Ulrike Hugl, "Approaching the value of Privacy: Review of theoretical privacy concepts and aspects of privacy management", Proceedings of the Sixteenth Americas Conference on Information Systems (AMCIS) 2010, paper no. 248.
- Frederick S. Lane, American Privacy: The 400-Year History of Our Most Contested Right, (Boston, MA: Beacon Press, 2010).
- Steve Lohr, "How Privacy Can Vanish Online, a Bit at a Time", The New York Times, March 17, 2010.
- Andrew McStay, 2014, Privacy and Philosophy: New Media and Affective Protocol, New York Peter Lang.
- Adam D. Moore, 2010, "Privacy Rights: Moral and Legal Foundations," Penn State University Press.
- Yael Onn, et al. Privacy in the Digital Environment, Haifa Center of Law & Technology, (2005).
- Bruce Schneier, Privacy in the Age of Persistence
- Robert Ellis Smith, 2004, "Ben Franklin's Web Site, Privacy and Curiosity from Plymouth Rock to the Internet," Providence: Privacy Journal.
- Daniel J. Solove, "'I've Got Nothing to Hide' and Other Misunderstandings of Privacy", San Diego Law Review, Vol. 44, 745–72.
- Herman Tavani, "Informational Privacy: Concepts, Theories, and Controversies," in Kenneth Himma and Herman Tavani, eds., The Handbook of Information and Computer Ethics (Hoboken: Wiley, 2008), pp. 131–64.
- Judith Jarvis Thomson, "The Right to Privacy," in Michael J. Gorr and Sterling Harwood, eds., Crime and Punishment: Philosophic Explorations (Belmont, CA: Wadsworth Publishing Co., 2000, formerly Jones and Bartlett Publishers, 1995), 552 pages, pp. 34–46.
- Raymond Wacks, Privacy: A Very Short Introduction, Oxford: Oxford University Press, 2009.
- Judith Wagner DeCew, 1997, In Pursuit of Privacy: Law, Ethics, and the Rise of Technology, Ithaca: Cornell University Press.
- Rita Watson and Menahem Blondheim (eds.), The Toronto School of Communication Theory: Interpretations, Extensions and Applications (Toronto and Jerusalem: University of Toronto Press and Magnes Press, 2007)
- A. Westin, 1967, Privacy and Freedom, New York: Atheneum.
- Garcia-Rivadulla, S. 2016. Personalization vs. privacy: An inevitable trade-off? IFLA Journal, 42 issue: 3, pp. 227–38.

## Spoljašnje veze
- The State and Surveillance: Fear and Control A article by Didier Bigo and Mireille Delmas-Marty
- Evergreen collection of regulatory / academic / business interviews and independent objective analysis
- Privacy International
- Electronic Privacy Information Center (EPIC)
- Privacy Rights Clearinghouse
- Privacy and public cameras
- privacy.org, a service of the Electronic Privacy Information Center
- Privatnost на веб-сајту  (језик: енглески)
- Stanford Encyclopedia of Philosophy entry
- Privacy Commission
- UNESCO Chair in Data Privacy
- Privacy Office at the Department of Homeland Security
- Interview about internet privacy Архивирано на веб-сајту  (3. децембар 2013) 12 min. video, Fox News, Jan. 26, 2011
- Glenn Greenwald: Why privacy matters. Video on YouTube, provided by TED. Published 10 October 2014.
- International Privacy Index world map, The 2007 International Privacy Ranking, Privacy International (London).